# Selección de fútbol sub-17 de Catar
La selección de fútbol sub-17 de Catar es el equipo que representa al país en la Copa Mundial de Fútbol Sub-17 y en el Campeonato Sub-16 de la AFC, y es controlada por la Federación de Fútbol de Catar.

## Historia
A pesar de no contar con una gran cantidad de jugadores, Catar ha hecho buenas participaciones en los torneos mundiales y continentales, siendo campeones continentales en una ocasión y han ido finalistas 4 veces, además de haber sido el país sede del torneo continental 4 veces, el país que más veces ha sido sede del torneo.
En los mundiales han estado en 4 ocasiones, siendo su mejor participación en 1991 en Italia, donde quedaron en 4.º lugar.

## Palmarés
- Copa Mundial de Fútbol Sub-17
  - Cuarto Lugar: 1991

- Campeonato Sub-16 de la AFC: 1
  -  Campeón: 1990
  -  Subcampeón: 1986, 1992, 1994, 1998
  -  Tercer lugar: 2004

## Estadísticas

### Mundial FIFA U-17
| Sede / Año | Ronda          |
| ---------- | -------------- |
| 1991       | Cuarto lugar   |
| 1993       | Fase de grupos |
| 1995       | Fase de grupos |
| 2005       | Fase de grupos |
| 2007       | No clasificó   |
| 2009       | No clasificó   |
| 2011       | No clasificó   |
| 2013       | No clasificó   |
| 2015       | No clasificó   |
| 2017       | No clasificó   |
| 2019       | No clasificó   |
| 2021       | No clasificó   |
| 2023       | No clasificó   |
| 2025       | Anfitrión      |

### Campeonato de la AFC U-17
| Sede / Año | Ronda                                      |
| ---------- | ------------------------------------------ |
| 1985       | Fase de grupos                             |
| 1986       | Finalista                                  |
| 1988       | Fase de grupos                             |
| 1990       | Campeón                                    |
| 1992       | Finalista                                  |
| 1994       | Finalista                                  |
| 1996       | No clasificó                               |
| 1998       | Finalista                                  |
| 2000       | No clasificó                               |
| 2002       | Cuartos de final                           |
| 2004       | 3.º Lugar                                  |
| 2006       | No clasificó                               |
| 2008       | No clasificó                               |
| 2010       | No clasificó                               |
| 2012       | No clasificó                               |
| 2014       | Fase de grupos                             |
| 2016       | No clasificó                               |
| 2018       | No clasificó                               |
| 2020       | Cancelado debido a la pandemia de COVID-19 |
| 2023       | Fase de grupos                             |

## Entrenadores
| - Cabralzinho (1985) - José Roberto Ávila (1991) - Humberto Filho (1993) - Wiel Coerver (1993) - Bo Augustsson (1990s) - René Meulensteen (1990s) - Dave Mackay (1995) - Ove Pedersen (1996–97) - José Paulo (1998–99) - Saeed Al-Misnad (1999) | - José Paulo (1999–??) - Chris Dekker (2000–01) - Ruud Dokter (2001–02) - Patrick Revelli (2002–04) - Tom Saintfiet (2004) - Tini Ruijs (2004–05) - Fahad Thani (2005–06) - Tini Ruijs (2010–12) - Felix Sánchez Bas (2012–) |